# Малоротый окунь
Малоротый окунь (лат. Micropterus dolomieu) — вид пресноводных рыб семейства центрарховых, типичный вид рода чёрных окуней. Это популярная рыба для рыболовства, которая ценится рыбаками на всей территории её ареала — умеренных районов Северной Америки. Хотя эта рыба распространена на большей части США и Канады, она происходит из верховьев реки Миссисипи и рек бассейнов Великих озер и Гудзонова залива.

## Галерея

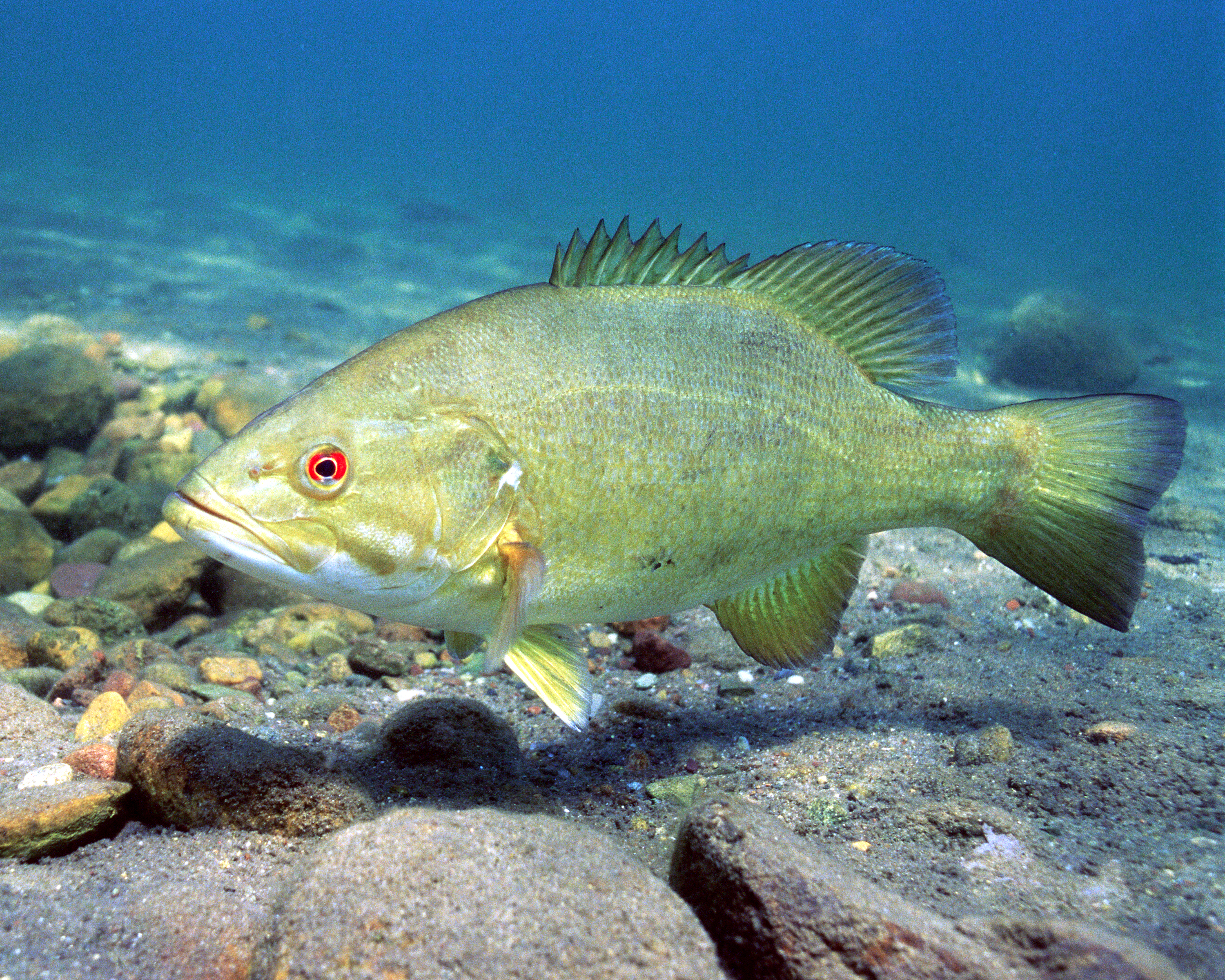
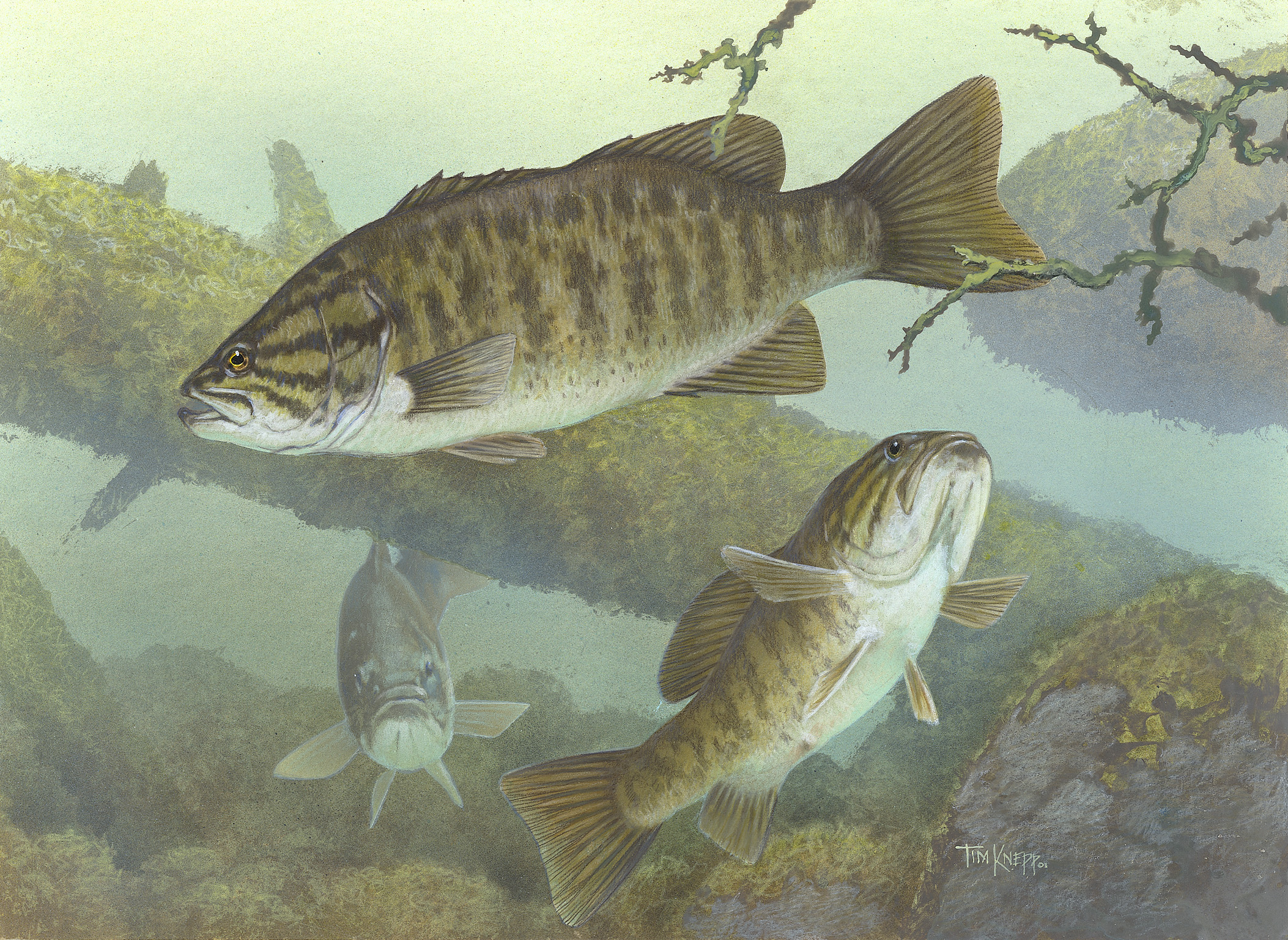